# José Gregorio Acuña
José Gregorio Acuña fue un médico argentino con una destacada participación desde su profesión en la guerra del Brasil y en las guerras civiles argentinas.

## Biografía
José Gregorio Acuña nació el 23 de abril de 1807 en Curuzú Cuatiá, provincia de Corrientes, República Argentina, hijo de Juan Alberto Acuña y María Antonia de Rocha.
Tras efectuar sus primeros estudios en su ciudad natal, siguió la carrera de medicina en la Universidad de Buenos Aires hasta que a comienzos de 1828, último año de la guerra contra Brasil y primero de su carrera, la baja del médico Thomas Bisset Baillie lo impulsó a interrumpir sus estudios para incorporarse al cuerpo de sanidad de la escuadra republicana comandada por Guillermo Brown.
Durante el conflicto sirvió a bordo del bergantín goleta 8 de Febrero (Tomás Espora) e intervino en la Campaña sobre la costa de Castillos y en el sangriento combate de los Bajíos de Arregui del 29 de mayo de 1828.
Finalizada la guerra con el Imperio del Brasil, Acuña retomó sus estudios doctorándose en medicina en 1832 con una tesis sobre Fiebre atáxica que mereció ser publicado por la Imprenta del Estado.
Regresó a Corrientes para ejercer su profesión. Tras el pronunciamiento de Genaro Berón de Astrada contra Juan Manuel de Rosas, en 1839 se sumó como médico a las filas correntinas que integró hasta la derrota en la batalla de Arroyo Grande el 6 de diciembre de 1842. 
Acuña huyó pero fue detenido en San Roque y fusilado junto a su colega Ventura Salinas el 23 de enero de 1843.
Había casado poco antes de su muerte con su sobrina Pilar Barbosa y Acuña.